# Communauté de communes du Bernavillois
Die Communauté de communes du Bernavillois war ein französischer Gemeindeverband mit der Rechtsform einer Communauté de communes im Département Somme in der Region Hauts-de-France. Sie wurde am 28. Dezember 1999 gegründet und umfasste 26 Gemeinden. Der Verwaltungssitz befand sich im Ort Bernaville.

## Historische Entwicklung
Am 1. Januar 2017 wurde der Gemeindeverband mit der
- Communauté de communes Bocage Hallue und der
- Communauté de communes du Doullennais

zur neuen Communauté de communes du Territoire Nord Picardie zusammengeschlossen.

## Ehemalige Mitgliedsgemeinden
1. Agenville
2. Autheux
3. Béalcourt
4. Beaumetz
5. Bernâtre
6. Bernaville
7. Berneuil
8. Boisbergues
9. Bonneville
10. Candas
11. Conteville
12. Domesmont
13. Domléger-Longvillers
14. Épécamps
15. Fieffes-Montrelet
16. Fienvillers
17. Frohen-sur-Authie
18. Gorges
19. Heuzecourt
20. Hiermont
21. Le Meillard
22. Maizicourt
23. Mézerolles
24. Montigny-les-Jongleurs
25. Prouville
26. Saint-Acheul